# Rafael de Abreu Sampaio Vidal
Rafael de Abreu Sampaio Vidal (Campinas, 14 de julho de 1870 — São Paulo, 13 de julho de 1941) foi um político brasileiro.
Na vida política, foi vereador por São Carlos, deputado estadual e senador estadual. Também esteve na administração do Ministério da Fazenda.

## Biografia
Formado em 1891 pela Faculdade de Direito de São Paulo, exerceu a advocacia em São Carlos, São Paulo, onde também estabeleceu uma fazenda de café.
Exerceu os cargos de vereador da Câmara Municipal de São Paulo, deputado estadual e ministro da Fazenda no governo de Artur Bernardes, tendo sido, ainda, fundador e diretor da Sociedade Rural Brasileira. Profundo conhecedor de finanças, fundou em 1912 a Bolsa do Café em Santos e a Caixa de Liquidação e foi o primeiro provedor do hospital Santa Casa de Misericórdia de São Carlos.

## Logradouros
- Rua Rafael de Abreu Sampaio Vidal na Vila Santo Antônio, na cidade de São Carlos, São Paulo
- Rua Rafael Sampaio Vidal, na cidade de Campos do Jordão, São Paulo
- Praça Dr. Sampaio Vidal, localizada no Bairro da Vila Formosa, na cidade de São Paulo
- Rua Sampaio Vidal, localizada no Jardim Paulista, na cidade de São Paulo
- Rua Sampaio Vidal, na cidade de Londrina, Paraná
- Rua Rafael Sampaio Vidal, em São Caetano do Sul, São Paulo
- Rua Rafael Sampaio Vidal, em Campinas, São Paulo